# Mô-đun Mặt Trăng Eagle
Mô-đun Mặt Trăng Eagle (LM-5) là phi thuyền từng phục vụ như tàu đổ bộ có người lái lên Mặt Trăng của Apollo 11, sứ mệnh đầu tiên đưa con người đặt chân lên Nguyệt Cầu. Nó được đặt tên theo đại bàng đầu trắng, loài vật đặc trưng trên huy hiệu nhiệm vụ. LM-5 đã bay từ Trái Đất đến quỹ đạo Mặt Trăng trên mô-đun chỉ huy Columbia, và sau đó được phi hành gia Neil Armstrong lái xuống bề mặt Mặt Trăng vào ngày 20 tháng 7 năm 1969 với sự hỗ trợ dẫn đường từ Buzz Aldrin.
Tên của con tàu này chính là nguồn gốc của cụm từ "The Eagle has landed" (Đại bàng đã hạ cánh), lời Armstrong đã nói khi Eagle đáp đất.

## Chuyến bay
Ngày 16 tháng 7 năm 1969, Eagle cùng với mô-đun chỉ huy Columbia được phóng trên đỉnh tên lửa đẩy Saturn V tại Tổ hợp Phóng 39A. Eagle đi lên quỹ đạo sau 12 phút. Đến ngày 19 tháng 7, LM-5 tiến vào quỹ đạo Mặt Trăng. Hôm sau, Neil Armstrong và Buzz Aldrin di chuyển sang LM rồi tách nó ra khỏi Columbia.
Eagle hạ cánh xuống Mặt Trăng lúc 20:17:40 UTC ngày 20 tháng 7 năm 1969, với lượng nhiên liệu còn lại là 216 pound (98 kg). Sau khi hoàn tất các hoạt động trên bề mặt, hai phi hành gia quay về Eagle vào ngày 21 tháng 7. 17:54:00 UTC, họ bay lên bằng tầng cất cánh của Eagle để tái hợp với Michael Collins đang ở trên Columbia.
Sau khi phi hành đoàn bước vào mô-đun chỉ huy, Eagle đã bị bỏ lại trên quỹ đạo Mặt Trăng. Vị trí va chạm của nó với bề mặt Mặt Trăng trong quá trình phân rã quỹ đạo vẫn chưa được xác định. Có một số bằng chứng cho thấy Eagle nhiều khả năng vẫn còn ở trên quỹ đạo.

## Thư viện ảnh

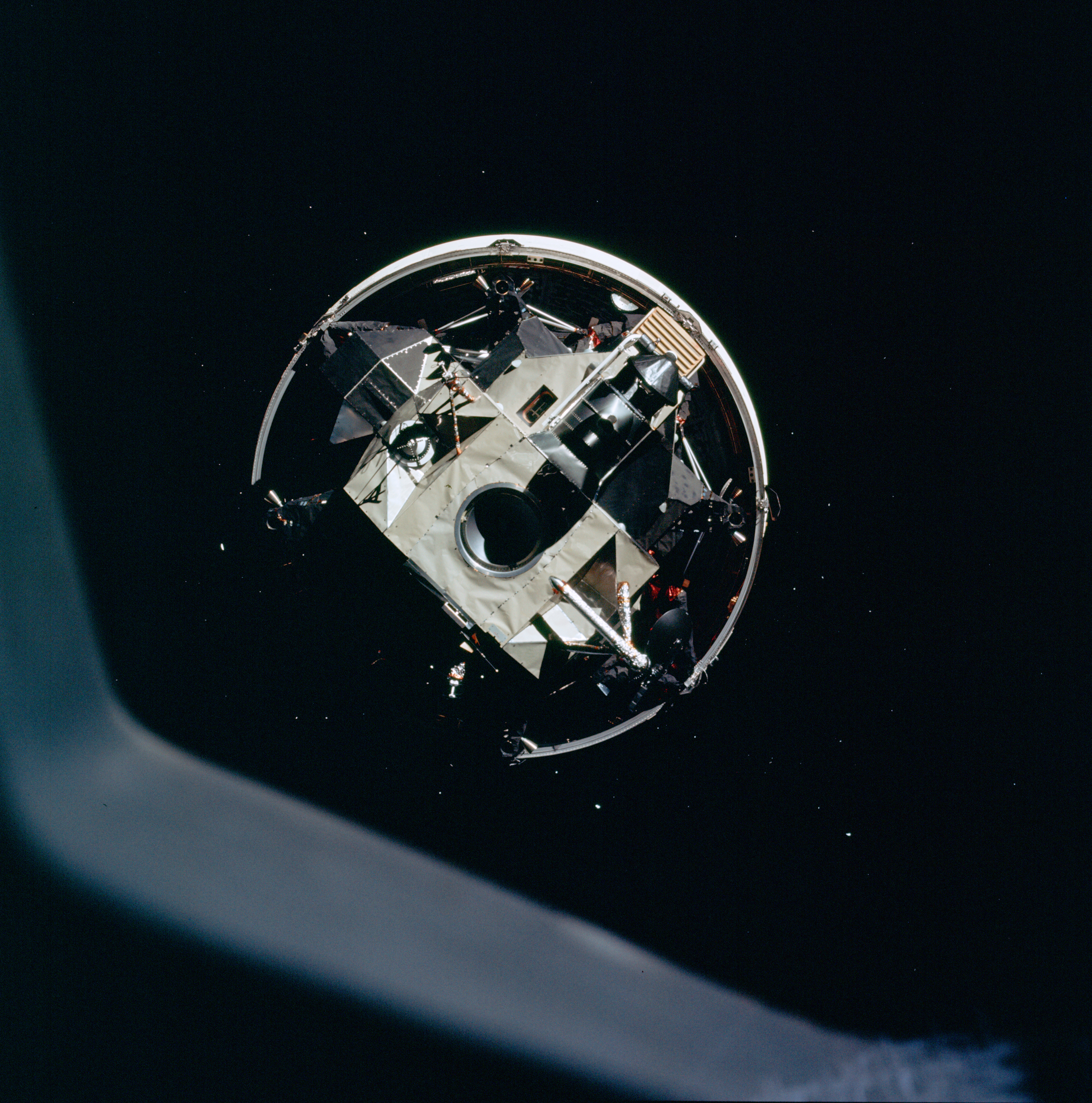
Eagle trước khi tách khỏi tầng S-IVB vào ngày 16 tháng 7 năm 1969
- Neil Armstrong và Buzz Aldrin điều khiển LM Eagle hạ cánh xuống Mặt Trăng vào ngày 20 tháng 7 năm 1969.
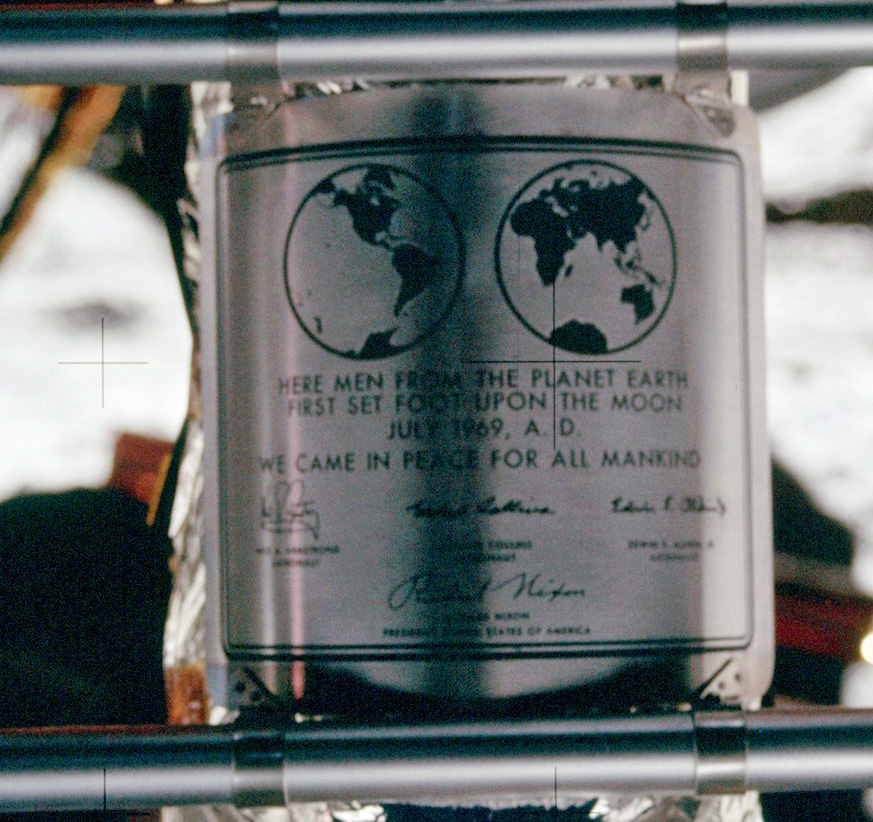
Tấm bảng được bỏ lại trên thang của Eagle
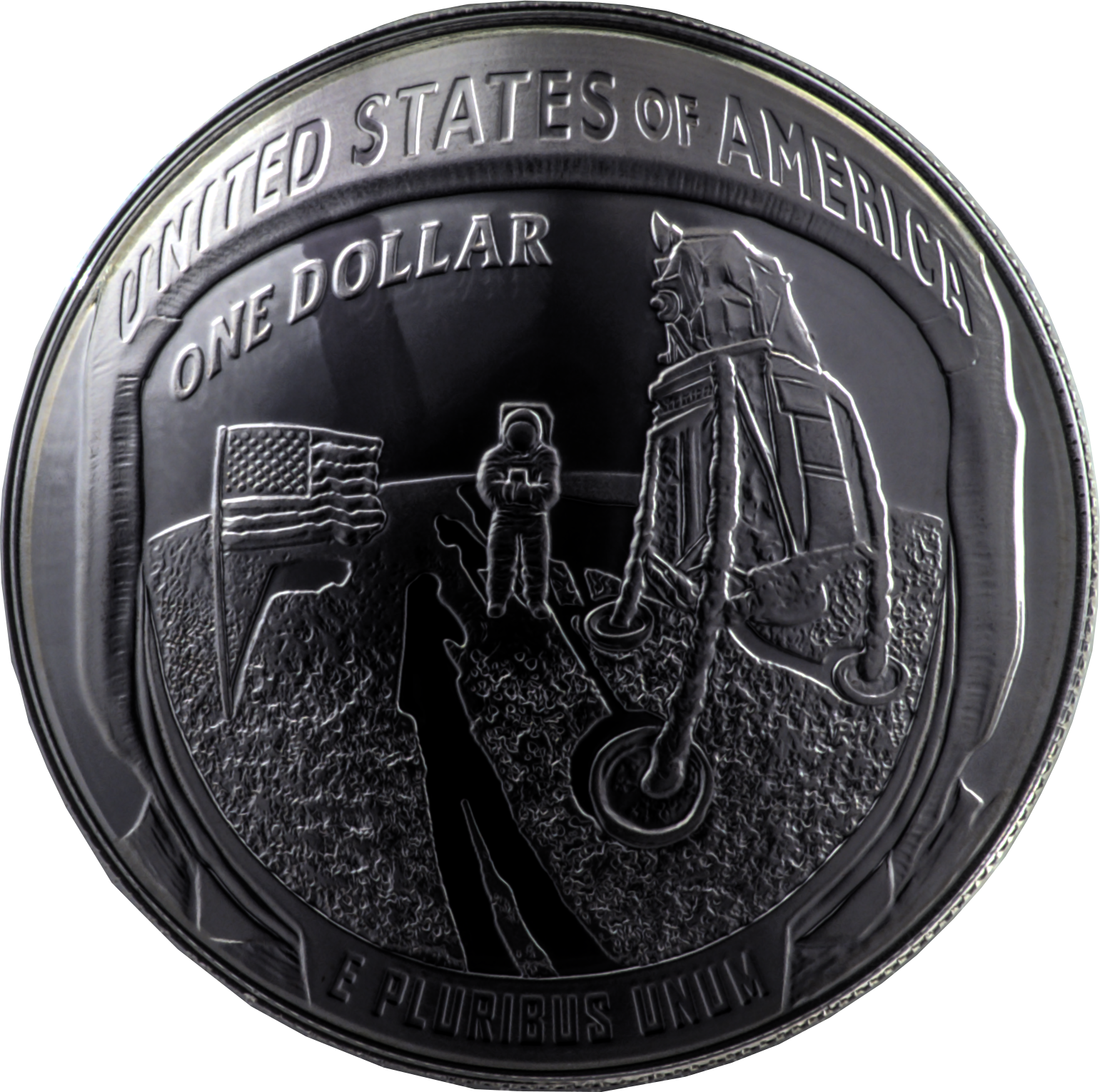
Đồng đô la bạc kỷ niệm 50 năm Apollo 11 khắc họa Eagle
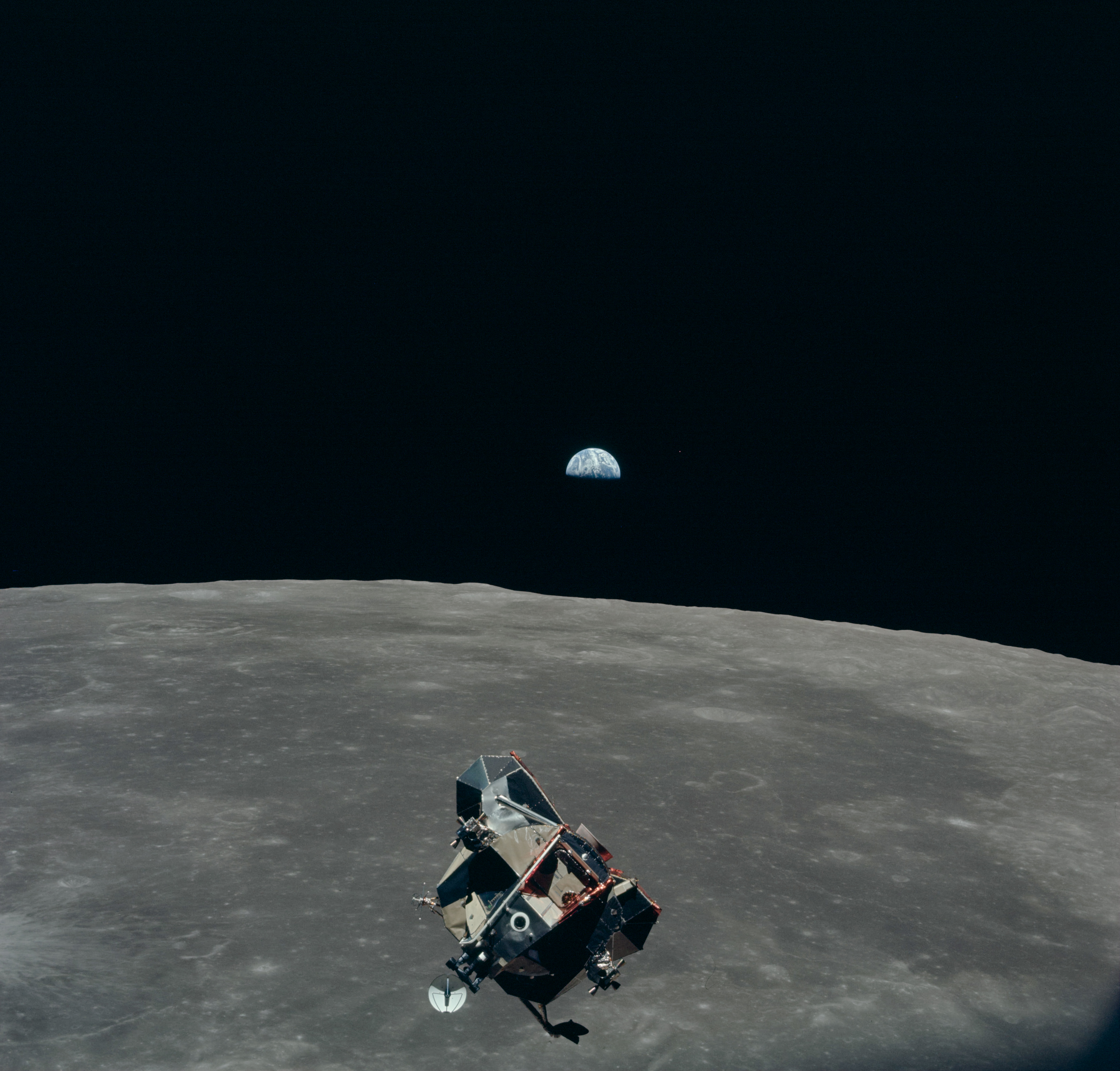
Hình ảnh Eagle do Michael Collins chụp từ mô-đun chỉ huy Columbia